# Verhovîna-Bîstra, Velîkîi Bereznîi
Verhovîna-Bîstra (în ucraineană Верховина-Бистра) este o comună în raionul Velîkîi Bereznîi, regiunea Transcarpatia, Ucraina, formată numai din satul de reședință.

## Demografie
Componența lingvistică a comunei Verhovîna-Bîstra
     Ucraineană (99,84%)
     Alte limbi (0,16%)
Conform recensământului din 2001, majoritatea populației comunei Verhovîna-Bîstra era vorbitoare de ucraineană (99,84%), existând în minoritate și vorbitori de alte limbi.